# Ephestia rectivittella
Ephestia rectivittella is een vlinder uit de familie van de snuitmotten (Pyralidae). De wetenschappelijke naam van de soort werd in 1901 gepubliceerd door Émile Louis Ragonot.
De soort komt voor in tropisch Afrika.